# Puputan

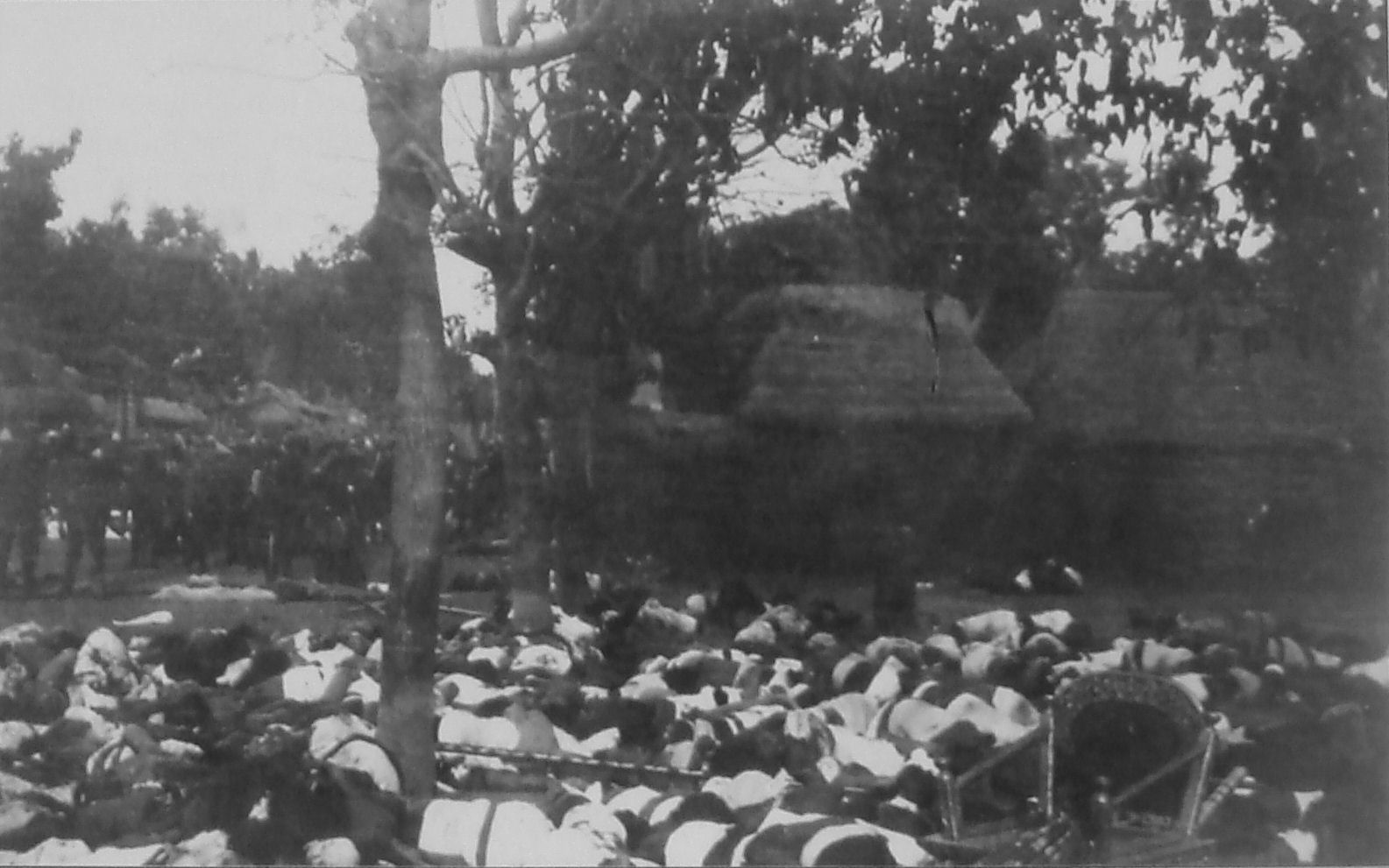
Víctimas del Puputan de 1906

Puputan es un término balinés para referirse al suicidio colectivo ritual como alternativa a la rendición al enemigo. Los dos más conocidos tuvieron lugar en 1906 y en 1908 cuando Bali fue invadida por el Ejército de las Indias Orientales Neerlandesas. Se calcula que entre los dos episodios se inmolaron más de cuatro mil personas que prefirieron suicidarse antes que someterse a los colonizadores.

## El Puputan de 1906

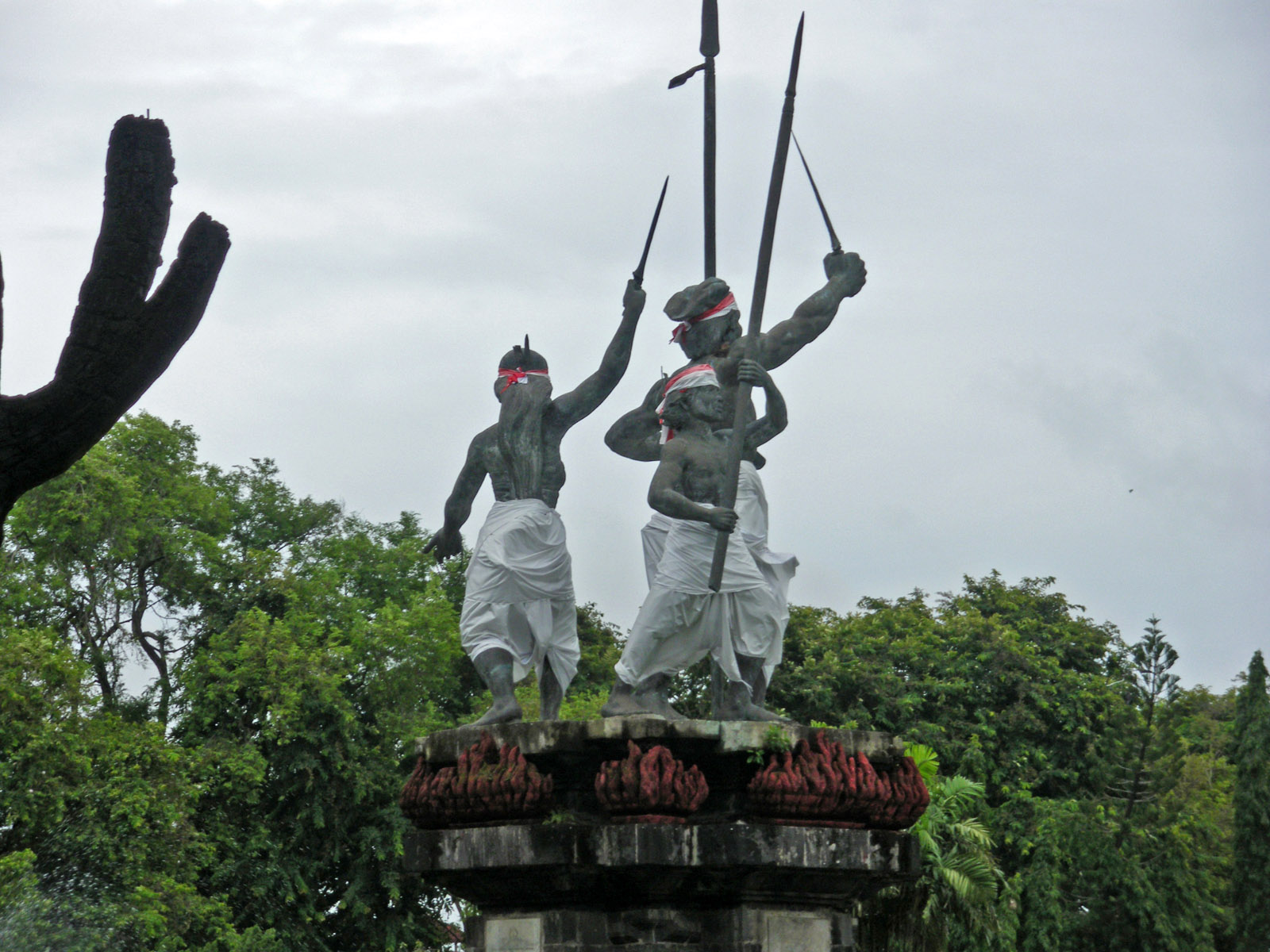
Monumento conmemorativo del puputan de 1906 en Denpasar, la capital de Bali.

En 1904 un barco holandés que naufragó cerca de Sanur, en la isla de Bali, fue saqueado por los habitantes de la localidad. Las autoridades coloniales de las Indias Orientales Neerlandesas exigieron una indemnización al rajá de Badung pero éste se negó a pagarla. Como represalia el gobierno holandés desembarcó un ejército que fue apoderándose de todas las localidades de la isla llegando a la capital, Denpasar, en el otoño de 1906. Cuando las autoridades comprendieron que la resistencia era inútil hicieron un llamamiento para llevar a cabo un puputan o suicidio ritual colectivo. Comenzaron los nobles apuñalándose en el pecho con una daga kris y les siguieron una buena parte del resto de la población. Dos años después se produjo una segunda invasión holandesa que dio lugar a un nuevo puputan.